# Keszy József
Keszy József (1791 körül – Miskolc, 1869. augusztus 2.) magyar színész, színigazgató, drámaíró és -fordító.

## Élete
Vándorszínész 1820—21-ben illetve 1825-ben Győrött, majd ugyanebben az évben Miskolcon volt tag. 1831—32-ben Marosvásárhelyen mint színigazgató működött. 1837 márciusában az országos vásár idején tíz napot töltött társulatával Esztergomban. 1840—41-ben újfent Győrbe került. 1864. április 17-én arra vállalkozott, hogy igazgatóként a magyar kultúrát terjessze Óbudán, ahol 1834 óta nem volt magyar színjátszás. Főként idősebb hősöket és karakterszerepeket alakított. Meghalt Miskolcon, 1869. augusztus 2-án, 78 éves korában, agyvelő szélhűdésben. Zelenka Pál lelkész és Latabár Endre, ottani színigazgató temette el augusztus 3-án. Neje Gosztonyi Viktória színésznő volt.

## Fontosabb szerepei
- Abavári Fülöp (Holbein: Frigyesi Elek);
- Kemény Simon (Kisfaludy Károly);
- Perföldy (Kisfaludy Károly: A kérők);
- Feletri (Birch-Pfeiffer: Bársonycipő);
- Miller (Schiller: Ármány és szerelem);
- Artus király (Halm: Griseldis);
- Földesi (Szigligeti Ede: Zsidó).

## Munkái
Egy német nyelvből készült drámafordításáról és három eredeti színművéről tudunk.
1. A két özvegy, vagy hűség mind halálig, vígj. egy felv. Holbein után. Marosvásárhely, 1832. (Két költeményével.)
2. Parádi emlék, ered. vígjáték egy szakaszban. Eger, 1853.

Benkő még egy színművét említi: Debreczeni király c. és az Allgemeine Theaterzeitung: A zsiráf c. színművét idézi.